# Ромм, Роза Давыдовна
Ро́за Давы́довна Ромм (24 февраля [8 марта] 1916 или 8 марта 1916, Оренбург — 2001) — советский композитор. Заслуженный деятель искусств Якутской АССР (1964). Автор оркестровых произведений на якутские темы, концертино для фортепиано с оркестром, детских хоров и прочего.

## Биография
Роза Ромм родилась 24 февраля (8 марта) 1916 в Оренбурге.
Окончила в 1945 году Московскую консерваторию по классической композиции Виссариона Яковлевича Шебалина. В период с 1955 по 1975 год преподавала в музыкальных школах Москвы.
В 1964 году ей было присвоено звание Заслуженного деятеля искусств Якутской АССР.
Автор пособий для детских музыкальных школ, таких как «Музыкальная грамота в форме заданий и вопросов к нотным примерам» (1966), «Изучение тональностей в детских музыкальных школах» (1970) и прочие. Ряд её произведений предназначен для исполнения детьми, включая «Сюита игр» (1970) для хора, фортепиано и ударных инструментов, песни для хора и фортепиано («Голос Артека», 1972 и прочие), 3 пьесы для струнного оркестра (1977).
Скончалась в 2001 году.

## Семья
Муж — Генрих Ильич Литинский (1901—1985), композитор и педагог.

## Сочинения
Для хора, солистов и симфонического оркестра
- Чурумчуку (музыка к сказке Элляя, 1956);
- Якутский сказ о Ленине (слова Суоруна Омоллона, 1968).

Для симфоничесткого оркестра
- Якутская сюита (Четыре миниатюры на темы Олонхо, 1946; 2-я редакция 1970);
- Увертюра на русские и якутские темы (1956);
- Увертюра на якутские темы (1970).

Для фортепиано и симфонического оркестра
- Концертино (1965).

Струнные квартеты
- 1 (1940, 2-я редакция, 1970);
- II (1947, 2-я редакция, 1966).

Для скрипки и фортепиано
- Три новеллы (1958);
- Якутские картинки (1967);
- Пьесы в 24 тональностях (1974).

Для виолончели и фортепиано
- Пьесы в 24 тональностях (1975).

Для трубы и фортепиано
- Концертная сюита (1973).

Для фортепиано
- Пьесы в 24 тональностях (1970).

Для арфы
- Сонатина (1955);
- Пьесы в 24 тональностях (1973).

Для баяна
- Пьесы в 24 тональностях (1974).

Для хора (вокальные циклы)
- Олень (слова Элляя, 1947);
- Три якутские песни (слова С. В. Болотина и Т. С. Сикорской, 1949);
- Про высотный дом (слова A. М. Арго, 1951);
- Сюита игр (слова В. С. Берковского и Л. И. Румарчук, 1970);
- Сильное кино (сл. А. Барто, 1972).

###### Для голоса и фортепиано
- романсы, песни на слова B. Коркина, М. Лапыгина, Л. Некрасовой, М. Рыльского, К. Галчинского и других;
- образцы якутских, чукотских и других песен.